# Gaylussacia mosieri
Gaylussacia mosieri (englisch hirsute huckleberry oder woolly huckleberry) ist eine Pflanzenart aus der Familie der Heidekrautgewächse. Sie ist in den Küstenebenen der südöstlichen Vereinigten Staaten (Louisiana, Mississippi, Alabama, Georgia, Florida) beheimatet.

## Beschreibung
Gaylussacia mosieri ist ein Strauch von bis zu 150 Zentimetern Höhe, der gelegentlich kleine Bestände bildet. Die Schösslinge sind mit rötlichen Haaren bedeckt. Die Blüten stehen in Gruppen von 4 … 8 und sind weiß oder violett. Die Früchte sind schwarz, süß und saftig. Die Pflanze bewohnt Brüche und Sümpfe.

## Taxonomie
The Plant List, ein Gemeinschaftsprojekt der Royal Botanic Gardens (Kew) und des Missouri Botanical Garden führt die folgenden Synonyme auf:
- Lasiococcus mosieri (Small) Small
- Gaylussacia dumosa var. hirtella Chapm.